# Pandanus micracanthus
Pandanus micracanthus är en enhjärtbladig växtart som beskrevs av Otto Warburg. Pandanus micracanthus ingår i släktet Pandanus och familjen Pandanaceae. Inga underarter finns listade.